# Esposas frívolas
Esposas frívolas (título original: Foolish Wives) es una película muda estadounidense de 1922 dirigida por Erich von Stroheim producida y distribuida por Universal Pictures. Fue ampliamente publicitada como la primera película en tener un presupuesto de 1 millón de dólares y dio prominencia al director en Hollywood.
Originalmente, Von Stroheim quería que la película durase entre 6 y 10 horas con la intención de proyectarla con intermedios durante dos noches, pero el estudio se negó y recortaron la película drásticamente antes del estreno.
En 2008, la película fue considerada «cultural, histórica y estéticamente significativa» por la Biblioteca del Congreso de Estados Unidos y seleccionada para su preservación en el National Film Registry.

## Argumento
Un vividor se hace pasar en Montecarlo por un respetable conde ruso e intenta seducir a una distinguida dama norteamericana que pasa sus vacaciones con su marido, un destacado diplomático, con el fin de extorsionarla por su dinero.

## Reparto
- Rudolph Christians - Andrew J. Hughes, Enviado especial de Estados Unidos a Mónaco
- Miss DuPont - Helen Hughes, su esposa
- Maude George - Su Alteza Olga Petchnikoff
- Mae Busch - Princesa Vera Petchnikoff
- Erich von Stroheim - Su primo, Conde Wladislaw Sergius Karamzin (El capitán ruso de Húsares)
- Dale Fuller - Maruschka, una criada
- Al Edmundsen - Pavel Pavlich, un mayordomo
- Cesare Gravina - Cesare Ventucci, un falsificador
- Malvina Polo - Marietta, su hija discapacitada
- C.J. Allen - Alberto I de Mónaco

Robert Edeson reemplazó a Rudolph Christians como Andrew J. Hughes cuando Christians murió de neumonía el 7 de febrero de 1921 durante la producción. Edeson fue filmado por completo desde atrás.